# Wedmore
Wedmore est un village et une paroisse civile du Somerset, en Angleterre. Il est situé dans la région des Somerset Levels, à 6 km au sud de Cheddar et à 11 km à l’ouest de Wells. Au moment du recensement de 2011, il comptait 3 318 habitants.